# Метрика Сасаки
Метрика Сасаки — естественная риманова метрика на касательном расслоении риманова многообразия. 
Предложена с Сигео Сасаки в 1958 году.

## Построение
Пусть {\displaystyle (M,g)} есть риманово многообразие, обозначим через {\displaystyle \tau \colon \mathrm {T} M\to M}  касательное расслоение над {\displaystyle M}. Метрика Сасаки {\displaystyle {\hat {g}}} на {\displaystyle \mathrm {T} M} однозначно определяется следующими свойствами:
- Отображение {\displaystyle \tau \colon \mathrm {T} M\to M} есть риманова субмерсия.
- Сужение {\displaystyle {\hat {g}}} на каждое касательное пространство {\displaystyle \mathrm {T} _{p}\subset \mathrm {T} M} равно {\displaystyle g}.
- Предположим {\displaystyle \gamma (t)} есть кривая в {\displaystyle M} и {\displaystyle v(t)\in \mathrm {T} _{\gamma (t)}} параллельное векторное поле вдоль {\displaystyle \gamma }. Заметим, что {\displaystyle v(t)} образует кривую в {\displaystyle \mathrm {T} M}. Для {\displaystyle {\hat {g}}} выполняется {\displaystyle v'(t)\perp \mathrm {T} _{\gamma (t)}} при любом {\displaystyle t}.